# Cees Nooteboom
Cees Nooteboom (n. Cornelis Johannes Jacobus Maria Nooteboom) (n. 31 iulie, 1933, Haga) este un scriitor neerlandez.

## Opera

### Romane și culegeri de povestiri
- 1954 Philip en de anderen.
- 1958 De verliefde gevangene
- 1963 De ridder is gestorven.
- 1980 Rituelen. English:
- 1981 Een lied van schijn en wezen.
- 1982 Mokusei!
- 1984 In Nederland.
- 1986 Het Spaans van Spanje
- 1988 De brief
- 1991 Het volgende verhaal.
- 1998 Allerzielen.
- 2004 Paradijs verloren.
- 2007 Rode Regen
- 2009 ’s Nachts komen de vossen

### Poezie
- 1956 De doden zoeken een huis
- 1959 Koude gedichten
- 1960 Het zwarte gedicht
- 1964 Gesloten gedichten
- 1970 Gemaakte gedichten
- 1978 Open als een schelp – dicht als een steen
- 1982 Aas. Gedichten
- 1982 Het landschap verteld. Paesaggi narrati
- 1984 Vuurtijd, ijstijd. Gedichten 1955–1983
- 1989 Het gezicht van het oog
- 1991 Water, aarde, vuur, lucht
- 1999 Zo kon het zijn
- 2000 Bitterzoet, honderd gedichten van vroeger en zeventien nieuwe
- 2005 De slapende goden / Sueños y otras mentiras cu litografii de Jürgen Partenheimer

### Eseuri și reportaje
- 1968 De Parijse beroerte
- 1980 Nooit gebouwd Nederland (Unbuilt Netherlands. Rizzoli, 1985)
- 1993 De ontvoering van Europa
- 1993 Zelfportret van een ander. Dromen van het eiland en de stad van vroeger

### Jurnale de călătorie
- 1963 Een middag in Bruay. Reisverslagen
- 1965 Een nacht in Tunesië
- 1968 Een ochtend in Bahia
- 1971 Bitter Bolivia. Maanland Mali
- 1978 Een avond in Isfahan
- 1981 Voorbije passages
- 1983 Waar je gevallen bent, blijf je
- 1985 De zucht naar het Westen
- 1986 De Boeddha achter de schutting. Aan de oever van de Chaophraya
- 1989 De wereld een reiziger
- 1990 Berlijnse notities
- 1991 Vreemd water
- 1992 De omweg naar Santiago.
- 1992 Zurbarán
- 1993 De konig van Surinam
- 1995 Van de lente de dauw. Oosterse reizen
- 1997 De filosoof zonder ogen : Europese reizen
- 1997 Terugkeer naar Berlijn
- 2002 Nootebooms Hotel
- 2005 Het geluid van Zijn naam. Reizen door de Islamitische wereld
- 2009 Berlijn 1989/2009
- 2010 Scheepsjournaal

## Premii
- 1957 - Premuil Anne Frank Prize pentru Philip en de anderen
- 1960 - Premiul de Poezie al orașului Amsterdam (pentru Ibicenzer gedicht)
- 1960 - Premiul ANV-Visser Neerlandia (pentru De zwanen van de Theems)
- 1963 - Lucy B. en C.W. van der Hoogtprijs (pentru De ridder is gestorven)
- 1965 - Premiul de Poezie al orașului Amsterdam (pentru Gesloten gedichten)
- 1978 - Jan Campert Prize (for Open als een schelp - dicht als een steen)
- 1981 - Premiul Ferdinand Bordewijk (pentru Rituals)
- 1982 - Cestoda Prize
- 1982 - Premiul Pegasus (pentru Rituals)
- 1985 - Multatuliprijs (pentru romanul In Nederland)
- 1992 - Premiul Constantijn Huygens
- 1993 - Premiul Aristeion
- 2002 - Premiul Goethe
- 2002 - Premiul de Stat Austriac pentru Literatură
- 2004 - Premiul P.C. Hooft
- 2009 - Prijs der Nederlandse Letteren[10]
- 2010 - Gouden Uil (pentru  's Nachts komen de vossen)